# Stenaelurillus nigricaudus
Espèce
Synonymes
- Stenaelurillus nigricauda Simon, 1886
- Stenaelurillus nigritarsis Simon, 1886
- Aelurillus sahariensis Berland & Millot, 1941

Stenaelurillus nigricaudus est une espèce d'araignées aranéomorphes de la famille des Salticidae.

## Distribution
Cette espèce se rencontre au Sénégal, en Gambie, au Mali, au Burkina Faso, au Niger et en Algérie.

## Description
Le mâle holotype mesure 4 mm.
La carapace des mâles mesure de 1,9 à 2,1 mm de long sur de 1,5 à 1,6 mm et l'abdomen de 2,1 à 2,2 mm de long sur de 1,4 à 1,5 mm et la carapace des femelles mesure de 2,4 à 2,7 mm de long sur de 1,8 à 2,0 mm et l'abdomen de 2,3 à 3,7 mm de long sur de 2,0 à 2,7 mm.

## Publication originale
- Simon, 1886 : Études arachnologiques. 18e Mémoire. XXVI. Matériaux pour servir à la faune des Arachnides du Sénégal. (Suivi d'une appendice intitulé: Descriptions de plusieurs espèces africaines nouvelles). Annales de la Société Entomologique de France, sér. 6, vol. 5, p. 345-396 (texte intégral).